# Kim Hughes
Kim Galen Hughes (Freeport, 4 giugno 1952) è un allenatore di pallacanestro ed ex cestista statunitense, professionista nella ABA, nella NBA e in Italia.

## Carriera

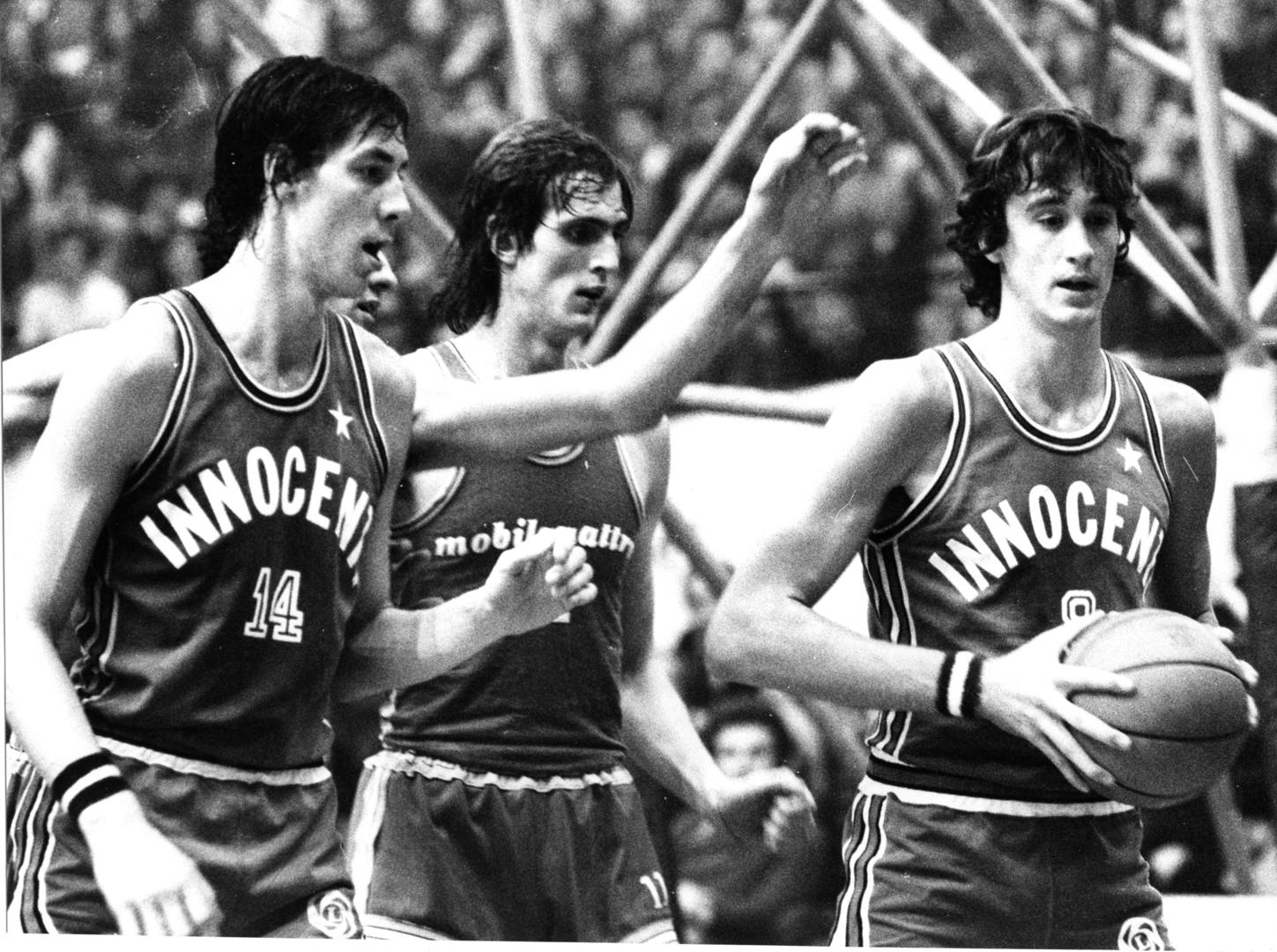
Un giovane Hughes (a destra) alla Innocenti Milano nella stagione 1974-1975, insieme al compagno di squadra Ferracini (a sinistra), durante un derby contro la Mobilquattro del connazionale Jura (al centro).

Giocò nell'Università del Wisconsin dal 1970 al 1974, con una media, nel quadriennio, di 13,6 punti e 11,2 rimbalzi; con il gemello Kerry, che lo affiancava nel quintetto base della squadra, formava un temibile duo di "lunghi" che i tifosi chiamavano "Twins towers of power".
Scelto al terzo giro dai Buffalo Braves nel draft del 1974, iniziò la carriera da professionista in Italia, all'Innocenti Milano nella stagione 1974-75.
Ritornato negli Stati Uniti per la stagione 1975-76, esordì nella ABA con i New York Nets, registrando una media di 8,2 punti e 9,2 rimbalzi che gli valse la nomina nel primo quintetto dei rookie.
I Nets, guidati da Julius Erving, vinsero quell'anno il titolo, l'ultimo della ABA, battendo in finale 4-2 i Denver Nuggets.
Hughes rimase ai Nets dopo l'ingresso della franchigia nella NBA, per un biennio (1976-77 e 1977-78), prima di essere scambiato, l'8 luglio 1978, con i Denver Nuggets, in cambio una seconda scelta nel draft del 1980; concluse la sua carriera nei "pro" con i Cleveland Cavaliers nel 1981.
Tornato in Italia giocò a Roma, Reggio Calabria e Brescia e infine fu chiamato estemporaneamente nuovamente dall'Olimpia Milano per sostituire Marc Iavaroni al Mc Donald's Open a Roma nel 1989 . Furono le ultime due partite in carriera.
Nella stagione 1982-83 fu per 27 partite di regular season il pivot titolare del Banco di Roma che avrebbe poi vinto lo scudetto, prima di infortunarsi ed essere sostituito per i playoff da Clarence Kea.
Conclusa la carriera cestistica ha iniziato quella dirigenziale ancora con i Denver Nuggets. Dopo essere passato ai Milwaukee Bucks è stato assistant coach di Mike Dunleavy ai Los Angeles Clippers, per poi guidare la squadra nel finale della stagione 2009-10.
Nell'agosto 2012 viene assunto dai Portland Trail Blazers come vice del coach Terry Stotts.
Il 24 novembre 2015 ritorna alla Viola Reggio Calabria, diventando il nuovo assistente di coach Giovanni Benedetto.

## Statistiche
| Stagione        | Squadra                    | Competizione    | Partite | Partite | Partite | Statistiche tiro | Statistiche tiro | Statistiche tiro | Altre statistiche | Altre statistiche | Altre statistiche | Altre statistiche | Altre statistiche |
| Stagione        | Squadra                    | Competizione    | Pres.   | Titol.  | Minuti  | Tiri da 2        | Tiri da 3        | Liberi           | Rimb.             | Assist            | Rubate            | Stopp.            | Punti             |
| --------------- | -------------------------- | --------------- | ------- | ------- | ------- | ---------------- | ---------------- | ---------------- | ----------------- | ----------------- | ----------------- | ----------------- | ----------------- |
| 1974-1975       | Innocenti Milano           | Serie A1        | 40      | -       | -       | 366/649          | -/-              | 81/148           | 601               | 34                | 162               | -                 | 813               |
| 1975-1976       | New York Nets              | ABA             | 84      | -       | 2162    | 300/566          | 0/0              | 92/202           | 775               | 55                | 98                | 120               | 692               |
| 1976-1977       | New York Nets              | NBA             | 81      | -       | 2081    | 151/354          | -/-              | 19/69            | 564               | 98                | 122               | 119               | 321               |
| 1977-1978       | New Jersey Nets            | NBA             | 56      | -       | 854     | 57/160           | -/-              | 9/29             | 240               | 38                | 49                | 49                | 123               |
| 1978-1979       | Denver Nuggets             | NBA             | 84      | -       | 1121    | 99/184           | -/-              | 19/47            | 346               | 74                | 58                | 102               | 217               |
| 1979-1980       | Denver Nuggets             | NBA             | 70      | -       | 1208    | 102/202          | 0/0              | 15/41            | 326               | 74                | 66                | 77                | 219               |
| 1980-1981       | Denver Nuggets             | NBA             | 8       | -       | 159     | 11/25            | 0/0              | 1/2              | 50                | 11                | 11                | 14                | 23                |
| 1980-1981       | Cleveland Cavaliers        | NBA             | 45      | -       | 331     | 16/45            | 0/0              | 0/0              | 77                | 24                | 17                | 21                | 32                |
| 1981-1982       | Banco Roma                 | Serie A1        | 30      | -       | 1058    | 175/323          | -/-              | 95/147           | 342               | 16                | 63                | 70                | 445               |
| 1982-1983       | Banco Roma                 | Serie A1        | 27      | -       | 981     | 134/228          | -/-              | 73/115           | 311               | 13                | 43                | 62                | 341               |
| 1983-1984       | Banca Pop. Reggio Calabria | Serie A2        | 30      | -       | 1145    | 284/458          | -/-              | 118/202          | 372               | 16                | 86                | 68                | 686               |
| 1984-1985       | Viola Reggio Calabria      | Serie A2        | 32      | 32      | 1161    | 289/456          | 0/1              | 152/206          | 390               | 21                | 113               | 58                | 730               |
| 1985-1986       | Opel Reggio Calabria       | Serie A1        | 27      | 27      | 1019    | 240/369          | 0/0              | 125/184          | 343               | 24                | 103               | 43                | 605               |
| 1986-1987       | Standa Reggio Calabria     | Serie A2        | 36      | 36      | 1328    | 260/412          | 1/2              | 111/178          | 415               | 38                | 113               | 64                | 634               |
| 1987-1988       | Standa Reggio Calabria     | Serie A2        | 39      | 39      | 1415    | 251/366          | 1/1              | 127/198          | 377               | 24                | 99                | 53                | 632               |
| 1988-1989       | Filodoro Brescia           | Serie A2        | 23      | 23      | 757     | 95/176           | 0/0              | 62/87            | 255               | 8                 | 35                | 19                | 252               |
| Totale carriera | Totale carriera            | Totale carriera | 712     | 157     | 16780   | 2830/4973        | 2/4              | 1099/1855        | 5784              | 568               | 1238              | 939               | 6765              |

## Palmarès

### Squadra
- Campionato ABA: 1

New York Nets: 1976
- Campionato italiano: 1

Virtus Roma: 1982-1983

## Individuale
- ABA All-Rookie Team (1976)
- Migliore rimbalzista offensivo ABA (1975-76)
- Trentesimo per numero di stoppate di sempre ABA